# 가이후군

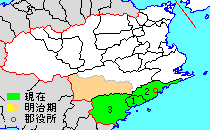
가이후군의 위치

가이후군(일본어: 海部郡, かいふぐん)은 일본 도쿠시마현(아와국)의 군이다.
인구 16,114명, 면적 525.07km², 인구밀도 30.7명/km².(2025년 3월 1일, 추계인구)
이하 3정으로 구성된다.
- 무기정(牟岐町)
- 미나미정(美波町)
- 가이요정(海陽町)

## 역사
- 2006년 3월 31일
  - 가이난 정·가이후 정·시시쿠이 정이 합병해 가이요 정이 성립하였다.
  - 유키 정·히와사 정이 합병해 미나미 정이 성립하였다.